# La Ciudad Liberada
La Ciudad Liberada é o vigésimo-nono álbum - o vigésimo-quinto de estúdio - do roqueiro argentino Fito Páez. Foi lançado em 24 de novembro de 2017 com o selo Ariola Records.
A capa do álbum é um design de Alejandro Ros montado com fotos de Nora Lezano. A modelo, cujo corpo foi sobreposto à cabeça do aparece Fito na capa, é Eugenia Kolodziej, namorada do roqueiro à época.
A canção "Tu Vida Mi Vida" recebeu 2 indicações ao Grammy Latino de 2018: "Melhor Canção de Rock" e "Canção do Ano".

## Críticas
| Críticas profissionais | Críticas profissionais |
| Avaliações da crítica  | Avaliações da crítica  |
| Fonte                  | Avaliação              |
| ---------------------- | ---------------------- |
| Silencio.com.ar        | [ 6 ]                  |

Segundo Oscar Jalil, da Rolling Stone Argentina, "trata-se de, talvez, o melhor registro de Fito em 20 anos" (ou seja, desde Sabina y Páez - Enemigos Íntimos). Já para Eduardo Slusarczuk, do jornal El Clarín, "Fito Páez fez um discaço. E se não dissemos que é excelente, é porque alguns de nós ainda estão esperando um novo El amor después del amor. É assim que somos nós".

## Faixas
Todas as faixas foram compostas por Fito Páez, exceto onde indicado
| N.º            | Título                                           | Compositor(es)                      | Duração |  |
| 1.             | "Aleluya al Sol"                                 |                                     | 3:37    |  |
| 2.             | "Wo Wo Wo"                                       | Fito Páez e Cristian "Pity" Álvarez | 4:08    |  |
| 3.             | "Tu Vida Mi Vida"                                |                                     | 4:13    |  |
| 4.             | "Islamabad"                                      |                                     | 5:54    |  |
| 5.             | "Bohemia Internacional"                          |                                     | 3:39    |  |
| 6.             | "La Ciudad Liberada"                             |                                     | 4:29    |  |
| 7.             | "Soltá"                                          |                                     | 3:55    |  |
| 8.             | "Nuevo Mundo"                                    |                                     | 3:15    |  |
| 9.             | "La Mujer Torso y el Hombre de la Cola de Ameba" |                                     | 4:07    |  |
| 10.            | "Otra Vez el Sol"                                |                                     | 4:13    |  |
| 11.            | "El Secreto de Su Corazón"                       |                                     | 3:06    |  |
| 12.            | "El Ataque de los Gorilas"                       |                                     | 3:03    |  |
| 13.            | "Navidad Negra"                                  |                                     | 3:51    |  |
| 14.            | "Chica Mágica"                                   |                                     | 3:18    |  |
| 15.            | "Los Cerezos Blancos"                            |                                     | 2:57    |  |
| 16.            | "Plegaria"                                       |                                     | 4:28    |  |
| 17.            | "Se Terminó"                                     |                                     | 5:25    |  |
| 18.            | "5778"                                           |                                     | 2:47    |  |
| Duração total: | Duração total:                                   | Duração total:                      | 70:11   |  |

## Créditos
| - Fito Páez - Voz, piano, teclados - Diego Olivero - Guitarra, Sintetizador - Mariano Otero - Baixo - Gastón Baremberg - Bateria - Juan Absatz - Coro - Fabiana Cantilo - Coro - Carlos Vandera - Coro | - Déborah Dixon - Back vocal - Flor Crocci - Back vocal - Fabián Gallardo - Back vocal - Joaquín Carámbula - Back vocal - Ignacio Jeannot - Back vocal - Antonio Carmona - Back vocal - Juan Carmona - Back vocal - Antonia Montoya - Back vocal |

## Prêmios e Indicações
| Ano  | Prêmio            | Categoria               | Trabalho        | Resultado | Ref.        |
| ---- | ----------------- | ----------------------- | --------------- | --------- | ----------- |
| 2018 | 19o Grammy Latino | "Melhor Canção de Rock" | Tu Vida Mi Vida | Venceu    | [ 7 ]       |
| 2018 | 19o Grammy Latino | "Canção do Ano"         | Tu Vida Mi Vida | Indicado  | [ 5 ] [ 7 ] |